# Licodia cerberus
Licodia cerberus är en insektsart som beskrevs av Rehn, J.A.G. 1930. Licodia cerberus ingår i släktet Licodia och familjen Anostostomatidae. Inga underarter finns listade i Catalogue of Life.